# バルトアンデルス
バルトアンデルス（独：Baldanders）は、ハンス・ヤーコプ・クリストッフェル・フォン・グリンメルスハウゼンの阿呆物語（1668/1669年）に登場する、様々に変身できる架空生物。元となったのはギリシア神話に登場する変身の術の巧みな神プロテウスであり、16世紀にハンス・ザックスにより創作されたという。

## 語釈
バルトアンデルス（またはバルトアンダース）の名は「すぐに変身するもの」の意。すなわち「すぐに」（Bald）と「別のもの」（Anders）のドイツ語の組み合わせから成っている。

## 要約
バルトアンデルスは、グリンメルスハウゼン作『阿呆物語』（正編1668年刊行）の続編第6巻（1669年）第9章に登場し、石像の姿でいるところを、主人公ジンプリチウス・ジンプリチシムスが遭遇する。古代ドイツの英雄のようなその石像（彫像）は、ローマ兵の装束を着用し、「シュヴァーベン式前掛け」といって前垂れの開き布 (フラップ)が（つまり平たいコッドピース的な開け留め可能な生地が股間に）ついていた。

### 物体対話術
石像（バルトアンデルス）は喋り始め、自分はかつて1534 年の7月に靴屋のハンス・ザックス（作家）に遭ったことがあるが、そのザックスには、物言わぬ物体とも対話しうる秘術をさずけたという。（⇒§ハンス・ザックスより借用を参照）。

### 秘術と謎と変身
主人公ジンプリチウスは、例の、命なき存在と会話する秘術を教わることを請うが、バルトアンデルスは謎かけする。「我、初めにして終わりなり、あらゆる場所に当てはまる。」という文の後にナンセンス言葉を羅列したものを、主人公が持っていた本に書き込んだのだ。このバルトアンデルスは次々といろんな物に変身してみせた。すなわち樫の木、雌豚、腸詰（ブラートヴルスト）、農夫の汚わい、クローバー畑、牛糞、一輪の花、桑の木、絹の絨毯、その他の姿であった。それらになりすましたのち、バルトアンデルスは人間らしい姿に戻った。（⇒§変身体の連鎖の意味を参照）。

## 考察

### ハンス・ザックスより借用
作中ではバルトアンデルスの弟子という設定でドイツの著名作家ハンス・ザックスに触れているが、これはじつは作者グリンメルスハウゼンが、バルトアンデルスというキャラクターを、ザックスから借用したものであることへの言及であって、ザックスは「1534 年7月31日」付で「我、全世界に知られる、バルトアンダースト〔ママ〕と呼ばれるもの」という詩を発表している 。
ザックスはおそらくギリシア＝ローマ神話で変身に長けた神プローテウスから着想を得たものとされる。

### 変身体の連鎖の意味
ここでバルトアンデルスが変身した物らは、樫のドングリを豚が食べ、豚肉のソーセージを農夫が食べて排便し、これが肥料となってクローバー畑が生えるというように、食物連鎖式になっており、それぞれの物が滅亡する過程を示しているのだと解釈されている。主人公は熟考のち謎の文章を解き明かす。

### 扉絵の誤解
ホルヘ・ルイス・ボルヘス『幻獣辞典』の記載等では、バルトアンデルスが『阿呆物語』版本の扉絵の怪物（ヤギの脚と鳥の足が一緒になっており、魚の尾、鳥の翼を持っている）に同定されているが、これは誤りであるとドイツ文学者に指摘される。

### キリスト教解釈
天国（楽園）よりやってきたと自称しており、たとえ悪魔の一種だったとしてもキリスト教の宗教観からするサタンとは程遠い。

## バルトアンデルスという名前の存在の登場する作品
- 阿呆物語（小説、ハンス・ヤーコプ・クリストッフェル・フォン・グリンメルスハウゼン作、原題「Der abenteuerliche Simplicissimus」）
- 新しい太陽の書（小説、ジーン・ウルフ作）
- うしおととら（漫画、藤田和日郎作）
- カルドセプト・シリーズ（コンピュータゲーム、大宮ソフト製、表記はバルダンダース）
- CANNONBALL 〜ねこねこマシン猛レース!〜（コンピュータゲーム、ライアーソフト製）
- ファイナルファンタジーV（コンピュータゲーム、スクウェア製、表記はバルダンデルス）
- ファイナルファンタジーXIII（コンピュータゲーム、スクウェア・エニックス製）
- ぷよぷよフィーバーシリーズ（コンピュータゲーム、セガ製）
- 魔術士オーフェンシリーズ（小説、秋田禎信作、生き物として登場するのではなく剣の名前として名称のみ使用されている）
- バトルスピリッツ（紫のスピリット「黒き骸王バルトアンデルス」が登場）
- Fate/Grand Order（スマートフォン専用ロールプレイングゲーム、作中の組織名として名称のみ使用されている）
- 妖精探偵社（漫画、米村孝一郎）